# Asthenes
Asthenes és un gènere d'ocells de la família dels furnàrids (Furnariidae) que agrupa nombroses espècies oriündes d'Amèrica del Sud les àrees de distribució de les quals es troben entre el nord de Colòmbia i Veneçuela fins a l'extrem sud d'Argentina i Xile. Són popularment conegudes com a cistellers en referència als nius ovoïdals que construeixen teixint branquetes i herba.
Les espècies anteriorment agrupades en els gèneres Schizoeaca i Oreophylax, ara reunides en el present,

## Descripció
Els cistellers són furnàrids petits, mesuren entre 14,5 i 19 cm de longitud, generalment de cua llarga, que es troben en pastures o terrenys arbustius oberts o semioberts, principalment als Andes (algunes espècies ocorren en diversos altres ambients geogràfics). Són primàriament terrestres, tímids i difícils de ser ben observats, cosa que fa encara més difícil de distingir les moltes espècies que s'assemblen l'una amb l'altra. Són punts claus de distinció la presència o absència d'estriat, per dalt o per baix; la presència de mascareta, generalment marro-ataronjat; i l'extensió marronosa a la cua. Les rectrius són amples i arrodonides en algunes espècies, més estretes i puntuades en altres. Tots els cistellers tenen vocalitzacions força similars, de manera que la veu té valor limitat en la separació de les diverses espècies. S'alimenten principalment d'insectes i altres invertebrats. La majoria són espècies sedentàries, però almenys dues espècies (Asthenes pyrrholeuca i Asthenes hudsoni) són migratòries.

## Taxonomia i etimologia
Els estudis genètics moleculars d'Irestedt et al. (2006) i Moyle et al. (2009) trobaren que Asthenes era un gènere polifilètic. Estudis posteriors de Derryberry et al. (2010b, 2011), amb un mostreig de tàxons major, van mostrar que quatre espècies llavors col·locades en aquest gènere (A. humicola, A. patagonica, A. steinbachi, A. cactorum), estaven realment més properes a un grup de gèneres consistents de Pseudoseisura, Xenerpestes, etc., i van nomenar un nou gènere, Pseudasthenes, per a aquelles quatre espècies. Aquest canvi taxonòmic va ser aprovat a la Proposta N° 433 al SACC.
Després de la transferència de les quatre espècies per a Pseudasthenes, Asthenes romania parafilètic pel fet que l'espècie Oreophylax moreirae i totes les espècies llavors agrupades a Schizoeaca (harterti, helleri, vilcabambae, palpebralis, coryi, perijana, fuliginosa i griseomurina) estaven barrejades en el mateix.
D'aquesta manera, es va proposar la transferència de les espècies llavors a Oreophylax i Schizoeaca a Asthenes, cosa que va ser aprovada en la Proposta N° 434 al SACC.
El nom genèric Asthenes deriva del grec antic «ασθενης asthenēs» que significa “insignificant”.
Segons la Classificació del Congrés Ornitològic Internacional (versió 14.2, 2024) aquest gènere està format per 29 espècies:
- cisteller d'Orbigny - (Asthenes dorbignyi).
- cisteller d'Arequipa - (Asthenes arequipae), (Asthenes (dorbignyi) arequipae).[a][4][13][14][15]
- cisteller de Huancavelica - (Asthenes huancavelicae), (Asthenes (dorbignyi) huancavelicae).[15]
- cisteller de Berlepsch - (Asthenes berlepschi).
- cisteller beccurt - (Asthenes baeri).
- cisteller del Cipó - (Asthenes luizae).
- cisteller de Hudson - (Asthenes hudsoni).
- cisteller austral - (Asthenes anthoides).
- cisteller de l'Urubamba - (Asthenes urubambensis).
- cisteller flamulat - (Asthenes flammulata).
- cisteller de Junín - (Asthenes virgata).
- cisteller cuabarrat - (Asthenes maculicauda).
- cisteller de Wyatt - (Asthenes wyatti).[b][15][17]
- cisteller de Córdoba - (Asthenes sclateri).
- cisteller gorja-ratllat - (Asthenes humilis).
- cisteller pàl·lid - (Asthenes modesta).
- cisteller d'Itatiaia - (Asthenes moreirae).
- cisteller becfí - (Asthenes pyrrholeuca).
- cisteller gorjanegre - (Asthenes harterti).
- cisteller de la puna - (Asthenes helleri).
- cisteller de Vilcabamba - (Asthenes vilcabambae).
- cisteller d'Ayacucho - (Asthenes ayacuchensis).[c][18][19][20]
- cisteller dels canyons - (Asthenes pudibunda).
- cisteller frontvermell - (Asthenes ottonis).
- cisteller d'Iquico - (Asthenes heterura).
- cisteller d'ulleres - (Asthenes palpebralis).
- cisteller de Cory - (Asthenes coryi).
- cisteller de Perijá - (Asthenes perijana).
- cisteller de barbeta blanca - (Asthenes fuliginosa).
- cisteller murí - (Asthenes griseomurina).
- cisteller cuablanc[21] -  (Asthenes usheri), (Asthenes (dorbignyi) usheri).[d][15]